# Landgemeente
Een Landgemeente (Duits: Landgemeinde) is in de Duitse deelstaat Thüringen een gemeente waarin kleinere gemeenten zijn opgegaan, waarbij de voormalige gemeenten als Ortschaft nog wel een beperkt aantal taken uitvoeren, en nog een eigen Ortschaft-Bürgermeister hebben. Deze vorm van samenwerking is in 2008 mogelijk gemaakt en is bedoeld om op termijn in Thüringen de Verwaltungsgemeinschaft te vervangen. 
Het voornaamste verschil tussen beide vormen is dat bij de Verwaltungsgemeinschaft de deelnemende gemeenten als zelfstandig orgaan blijven bestaan, terwijl bij de Landgemeente de gemeenten fuseren en hun zelfstandigheid verliezen.

## Lijst van Landgemeenten
Sinds de invoering van deze bestuursvorm zijn er 13 Landgemeenten ontstaan (stand per 1 januari 2020, tussen haakjes de Landkreis waarin de Landgemeente ligt)
1. Am Ohmberg (Eichsfeld)
2. Auma-Weidatal (Greiz)
3. Bad Sulza (Weimarer Land)
4. Gehren (Ilm-Kreis)
5. Harztor (Nordhausen)
6. Heringen/Helme (Nordhausen)
7. Hörsel (Gotha)
8. Ilmtal-Weinstraße (Weimarer Land)
9. Mohlsdorf-Teichwolframsdorf (Greis)
10. Nesse-Apfelstädt (Gotha)
11. Schwarzatal (Saalfeld-Rudolstadt)
12. Sonnenstein (Eichsfeld)
13. Südeichsfeld (Unstrut-Hainich-Kreis)
14. Vogtei (Unstrut-Hainich-Kreis)